# Nacaduba tristis
Nacaduba tristis är en fjärilsart som beskrevs av Rothschild 1917. Nacaduba tristis ingår i släktet Nacaduba och familjen juvelvingar. Inga underarter finns listade i Catalogue of Life.